# NGC 4722
NGC 4722 é uma galáxia espiral (S0-a) localizada na direcção da constelação de Corvus. Possui uma declinação de -13° 19' 48" e uma ascensão recta de 12 horas, 51 minutos e 32,3 segundos.
A galáxia NGC 4722 foi descoberta em 1882 por Ernst Wilhelm Leberecht Tempel.